# Oxyptilus pilosellae
Oxyptilus pilosellae (tên tiếng Anh: Hieracium Plume Moth) là một loài bướm đêm thuộc họ Pterophoridae. Nó được tìm thấy ở almost khắp châu Âu, phía đông đến Nga và Tiểu Á. It was released as a biological control agent for Hieracium ở New Zealand năm 1998.
Sải cánh dài 15–24 mm. Con trưởng thành bay từ tháng 5 đến tháng 8 ở Tây Âu.
Young larvae feed withtrong roots của Hieracium species, bao gồm Hieracium pilosella. Later instars feed on the flowerheads, beneath a silken web.
- Fauna Europaea Lưu trữ ngày 22 tháng 6 năm 2011 tại Wayback Machine
- Hants Moths
- microlepidoptera.nl Lưu trữ ngày 12 tháng 2 năm 2011 tại Wayback Machine